# Sloklosta
Sloklosta (Bromus sitchensis) är en växtart i familjen gräs.